# Changfeng Motor

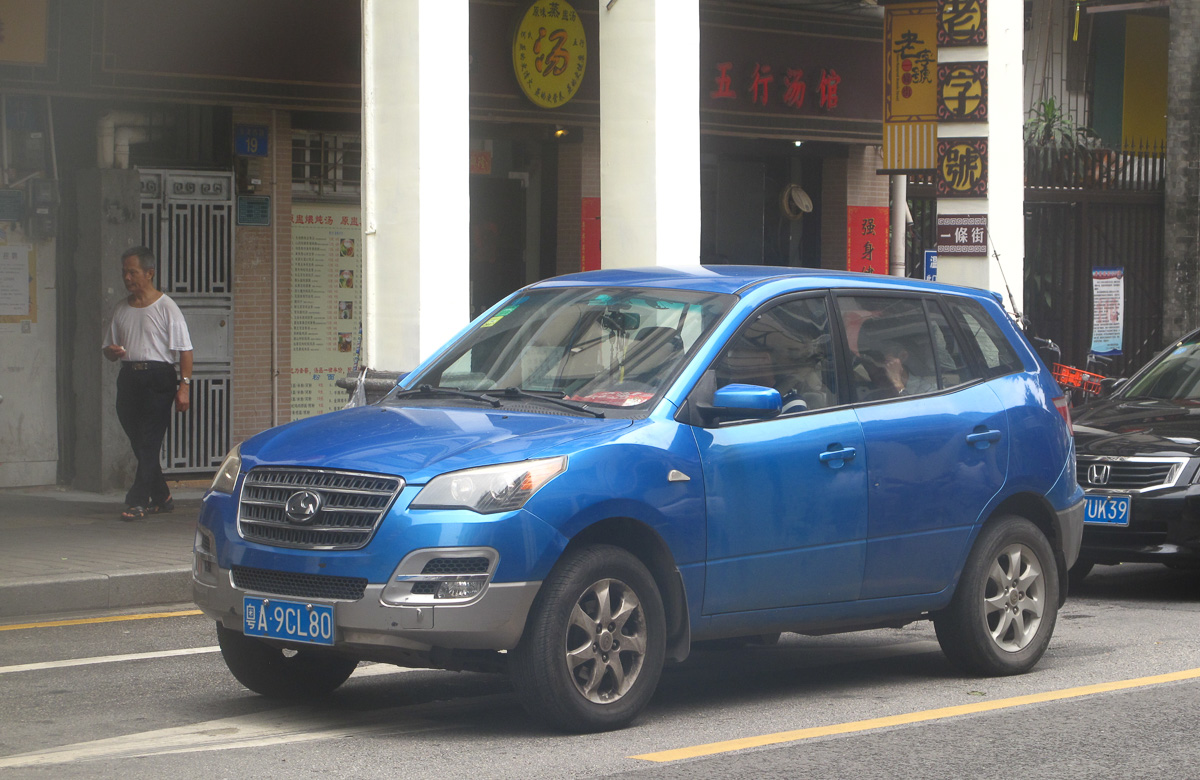
Changfeng Liebao CS7

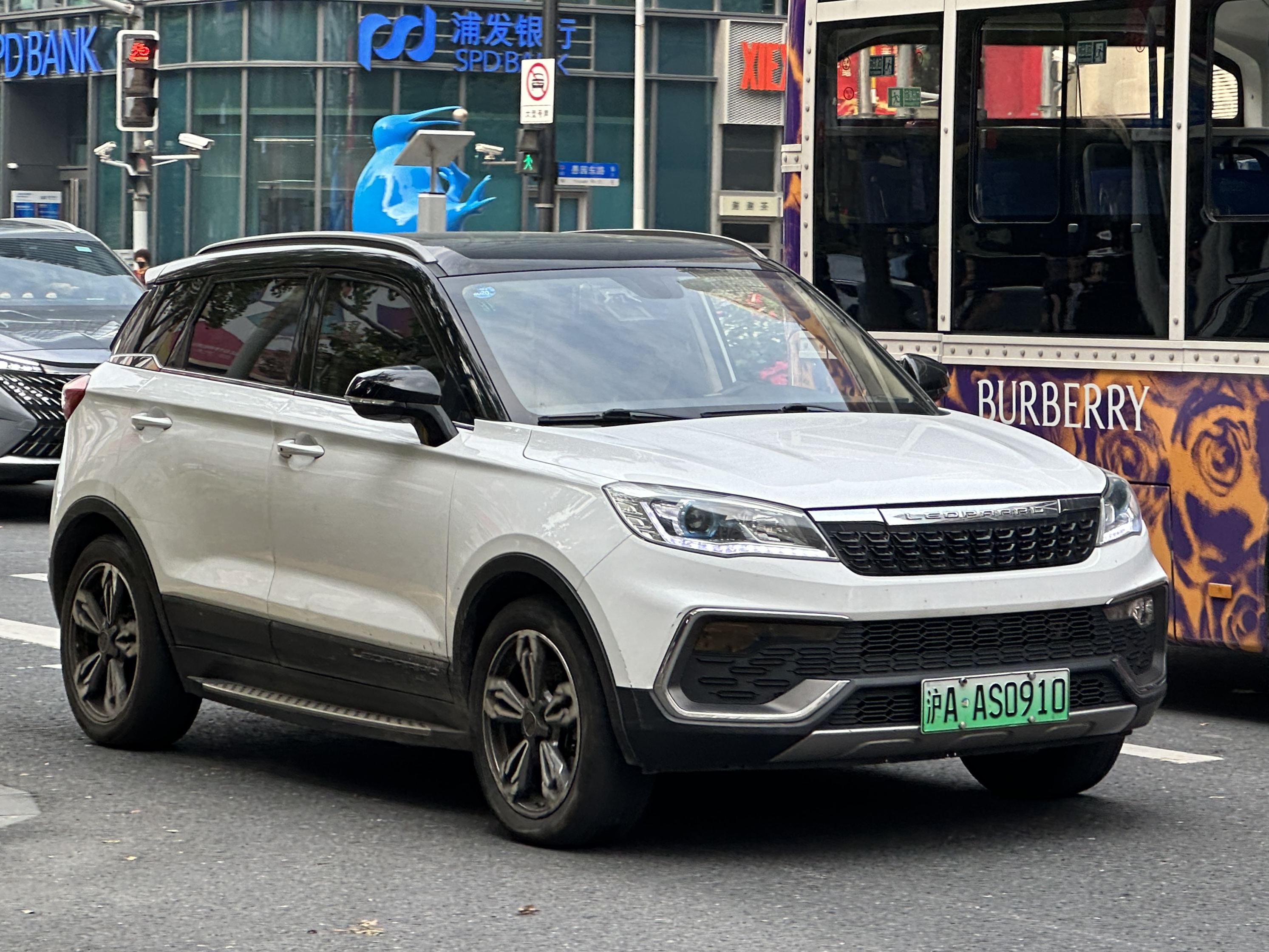
Leopaard CS9 EV

GAC Changfeng Motor Co., Ltd. – chińskie przedsiębiorstwo branży motoryzacyjnej zajmujące się produkcją samochodów sportowo-użytkowych.

## Historia

### Hunan Changfeng Motor Co. był
Changfeng ma swoje korzenie w fabryce nr 7319, który był małym zakładem naprawczym sprzętu wojskowego. Produkcja SUV-ów (modeli Beijing BJ212 produkowanych na licencji) rozpoczęła się w 1988 r., a w 1996 r. nazwę firmy zmieniono na Changfeng Auto Manufacturing. Do 1996 roku firma była spółką komercyjną Armii Ludowo-Wyzwoleńczej (PLA). Mitsubishi Pajero z 1991 roku jest produkowane przez firmę Changfeng od 1995 roku.
W dniu 25.12.2009 firma Hunan Changfeng Motor Co. ogłosiła zmianę nazwy firmy na GAC Changfeng Motor Co., Ltd. (Hunan Changfeng Motor Co., Ltd.), ze skutkiem od 30.12.2009.

### ERA GAC Changfeng Motor Co., Ltd.

#### Przejęcie przez GAC Group
Przed mniejszościowym udziałowcem posiadającym jedynie 29% udziałów GAC Group przejęła kontrolę nad Changfeng w 2012 roku po długim okresie wzlotów i upadków od 2009 roku obejmowało to obietnice przekształcenia firmy w spółkę joint venture z Mitsubishi.  W wyniku przejęcia przez GAC spółka została wycofana z giełdy w Szanghaju 20 marca 2012 r.

#### Bankructwo
W lipcu 2021 r. Hunan Leopaard Motors Co., Ltd. ogłosiło upadłość. Informacja ta jest kontynuacją przewidywań i ocen z października 2019 r., zgodnie z którymi Leopaard Motors zbankrutuje do końca 2019 r. z powodu słabej sprzedaży.